# Mercin-et-Vaux
Pour les articles homonymes, voir Vaux.
Mercin-et-Vaux est une commune française située dans le département de l'Aisne, en région Hauts-de-France.

## Géographie

### Communes limitrophes

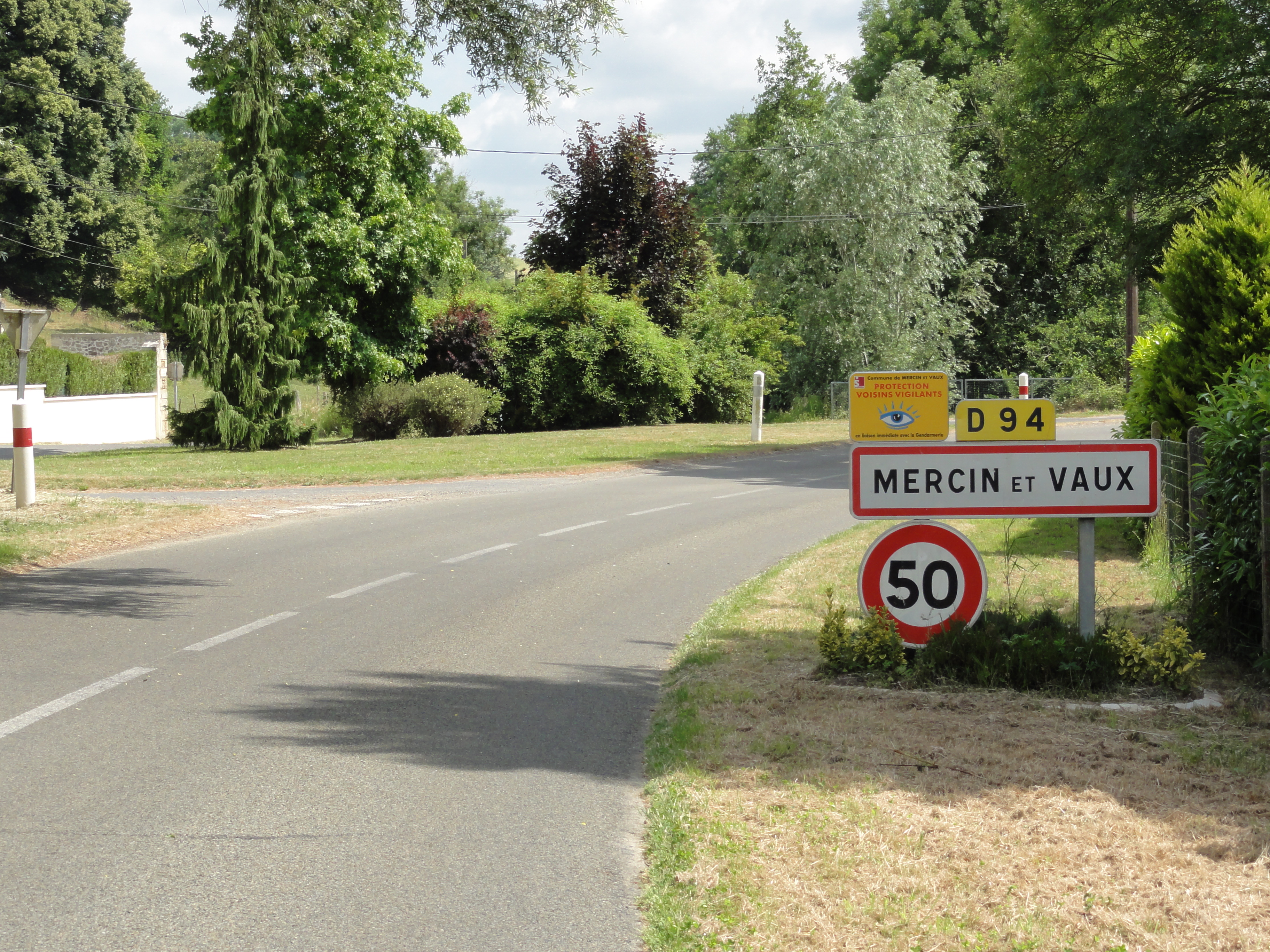
Entrée de Mercin-et-Vaux.
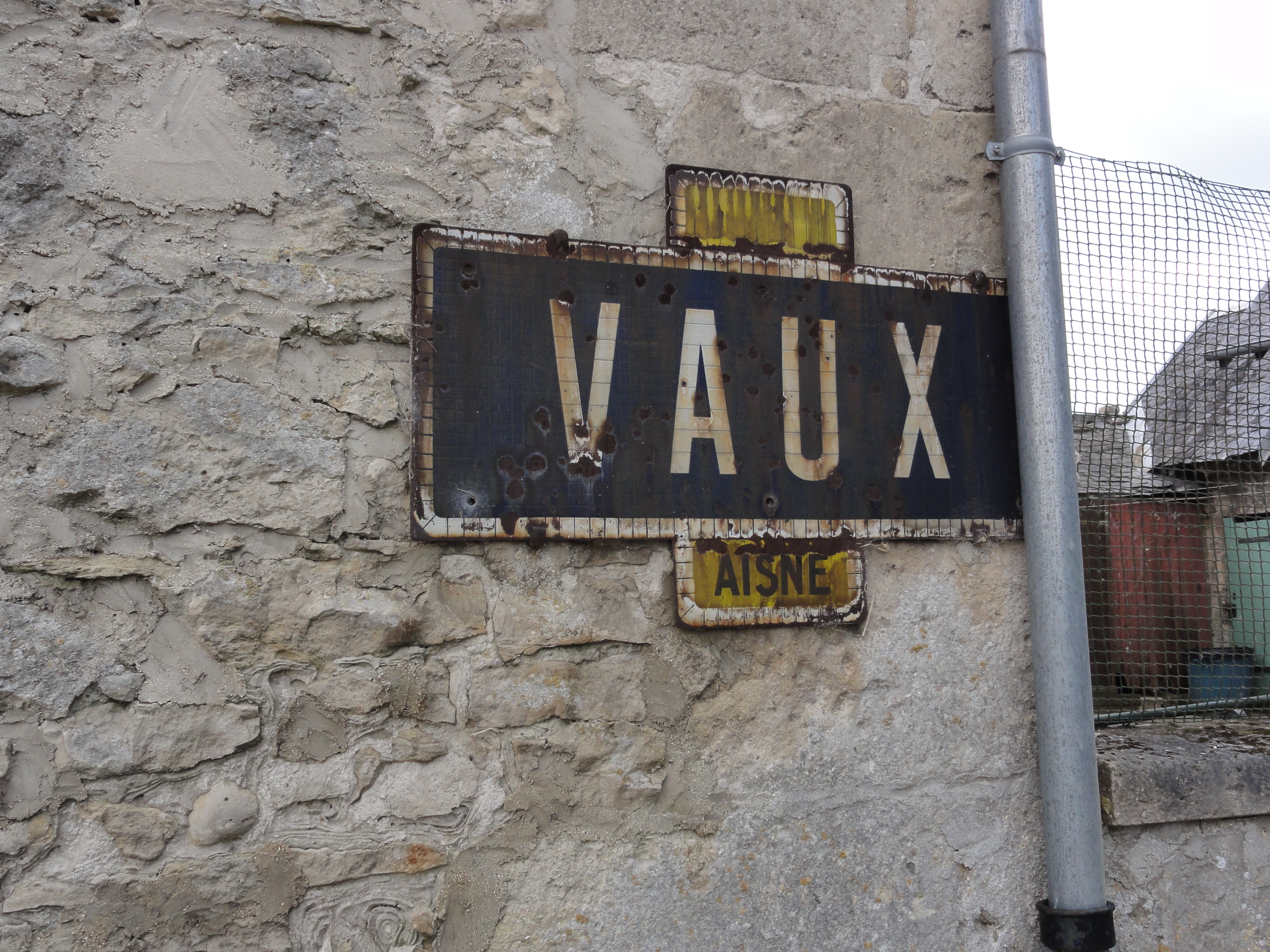
Ancienne plaque d'entrée de Vaux.

### Hydrographie
La commune est située dans le bassin Seine-Normandie. Elle est drainée par le cours d'eau 01 de la Robinette Roland,.

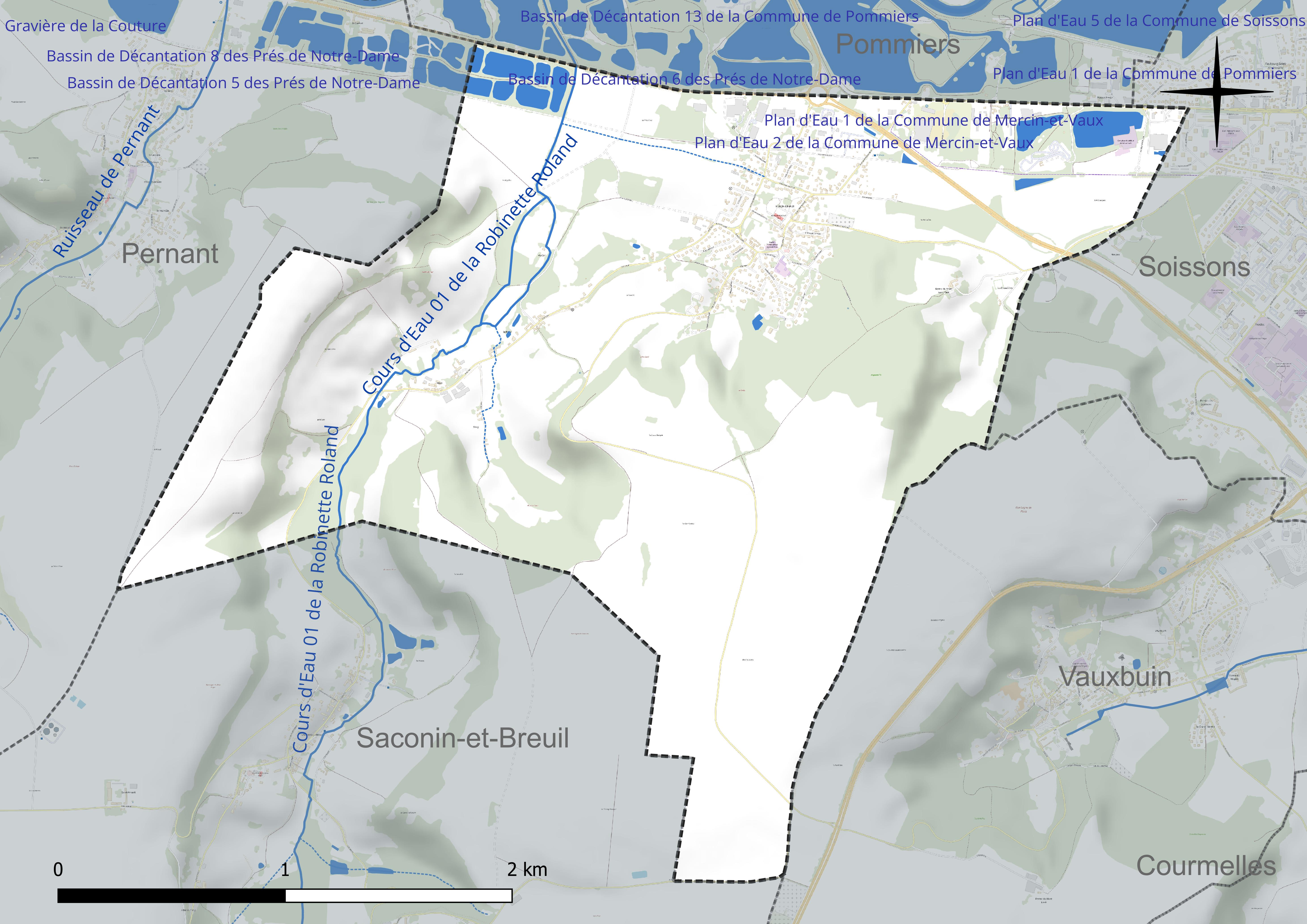
Réseau hydrographique de Mercin-et-Vaux.

Huit plans d'eau complètent le réseau hydrographique : le bassin de décantation 1 des Prés de Notre-Dame (1,1 ha), le bassin de décantation 2 des Prés de Notre-Dame (1,3 ha), le bassin de décantation 3 des Prés de Notre-Dame (0,7 ha), le bassin de décantation 4 des Prés de Notre-Dame, d'une superficie totale de 2,4 ha (0,8 ha sur la commune), le bassin de décantation 6 des Prés de Notre-Dame (2,6 ha), le bassin de décantation 7 des Prés de Notre-Dame, d'une superficie totale de 1,7 ha (0,5 ha sur la commune), le plan d'eau 1 de la commune de Mercin-et-Vaux (3,8 ha) et le plan d'eau 2 de la commune de Mercin-et-Vaux (1,6 ha),.

### Climat
Pour des articles plus généraux, voir Climat des Hauts-de-France et Climat de l'Aisne.
En 2010, le climat de la commune est de type climat océanique dégradé des plaines du Centre et du Nord, selon une étude du CNRS s'appuyant sur une série de données couvrant la période 1971-2000. En 2020, Météo-France publie une typologie des climats de la France métropolitaine dans laquelle la commune est exposée à un climat océanique altéré et est dans la région climatique Nord-est du bassin Parisien, caractérisée par un ensoleillement médiocre, une pluviométrie moyenne régulièrement répartie au cours de l'année et un hiver froid (3 °C).
Pour la période 1971-2000, la température annuelle moyenne est de 10,7 °C, avec une amplitude thermique annuelle de 15,1 °C. Le cumul annuel moyen de précipitations est de 733 mm, avec 12 jours de précipitations en janvier et 8,7 jours en juillet. Pour la période 1991-2020, la température moyenne annuelle observée sur la station météorologique la plus proche, située sur la commune de Braine à 19 km à vol d'oiseau, est de 11,3 °C et le cumul annuel moyen de précipitations est de 662,7 mm,. Pour l'avenir, les paramètres climatiques de la commune estimés pour 2050 selon différents scénarios d'émission de gaz à effet de serre sont consultables sur un site dédié publié par Météo-France en novembre 2022.

## Urbanisme

### Typologie
Au 1er janvier 2024, Mercin-et-Vaux est catégorisée bourg rural, selon la nouvelle grille communale de densité à 7 niveaux définie par l'Insee en 2022.
Elle appartient à l'unité urbaine de Soissons, une agglomération intra-départementale dont elle est une commune de la banlieue,. Par ailleurs la commune fait partie de l'aire d'attraction de Soissons, dont elle est une commune de la couronne,. Cette aire, qui regroupe 92 communes, est catégorisée dans les aires de 50 000 à moins de 200 000 habitants,.

### Occupation des sols
L'occupation des sols de la commune, telle qu'elle ressort de la base de données européenne d'occupation biophysique des sols Corine Land Cover (CLC), est marquée par l'importance des territoires agricoles (69,3 % en 2018), une proportion sensiblement équivalente à celle de 1990 (69,7 %). La répartition détaillée en 2018 est la suivante : 
terres arables (61,8 %), forêts (18,7 %), zones urbanisées (10,3 %), prairies (7,5 %), eaux continentales (1,7 %).
L'évolution de l'occupation des sols de la commune et de ses infrastructures peut être observée sur les différentes représentations cartographiques du territoire : la carte de Cassini (XVIIIe siècle), la carte d'état-major (1820-1866) et les cartes ou photos aériennes de l'IGN pour la période actuelle (1950 à aujourd'hui).

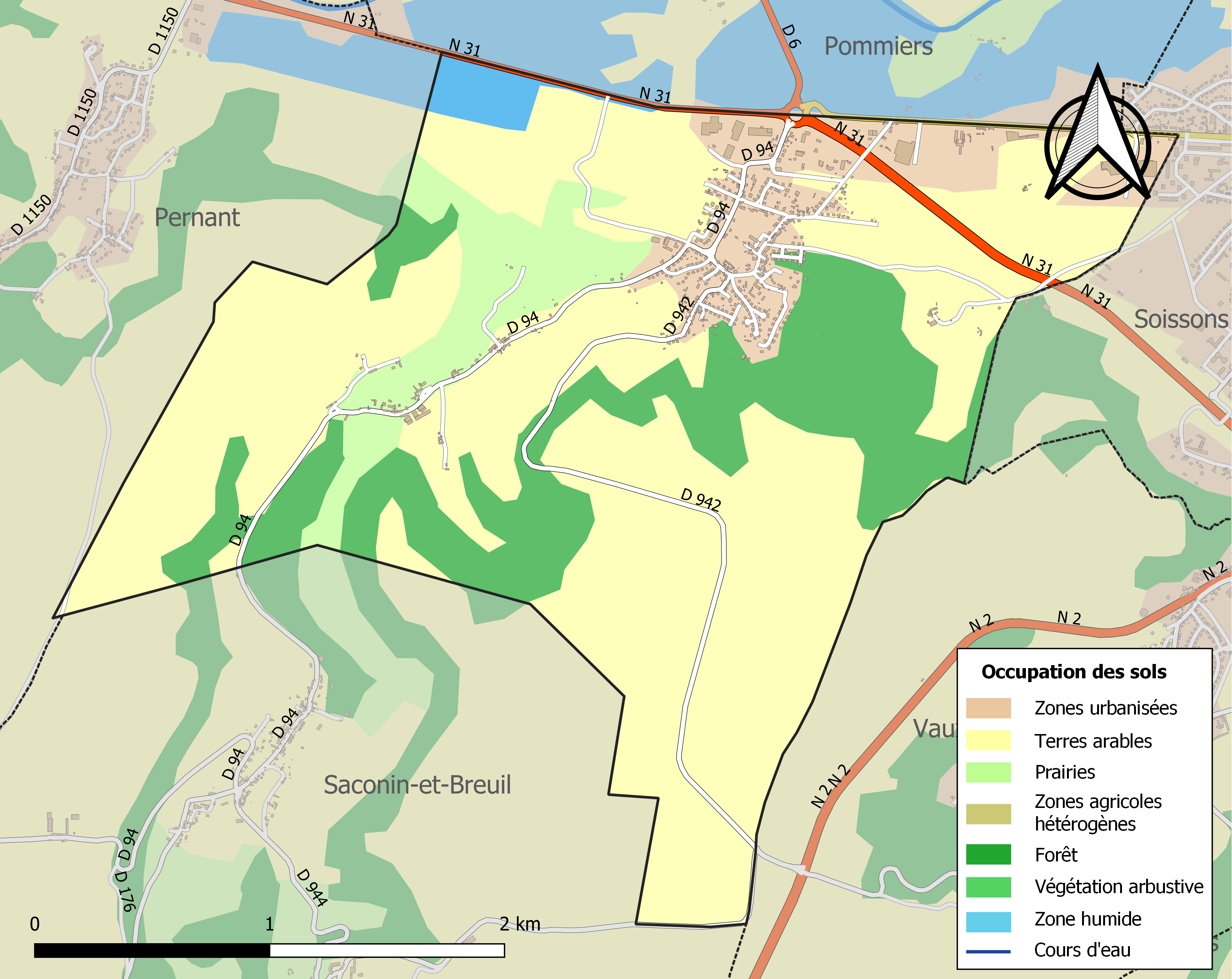
Carte de l'occupation des sols de la commune en 2018 (CLC).

### Voies de communication et transports
La commune est desservie, en 2023, par les lignes 650 et 652 du réseau interurbain de l'Oise.

## Toponymie
Mercin est attesté sous les formes Maurcius (871) ; Mercinnus (1147) ; Muercinus (1203) ; Muercin (1213) ; Mercins (1225) ; Muercyn (1226) ; Murcin (1243) ; Mercinus (1260) ; In territorio de Muersin (1273) ; Mercym (1392) ; Mersin (1407) ; Mercin-lez-Soissons (1419) ; Mercyn, Mersain (1491) ; Saint-Léger-de-Mercin.
Vaux, ancien hameau de la commune, est attesté sous les formes Villa de Vallibus (1213) ; Valles-Sancti-Nicholai(1250) ; Valles-juxtà-Muercin (1264) ; Vaus (128) ; Vaulx (1303) ; Vaux-Saint-Nicolas (1384) ; Vaulx-Saint-Nicolas (1407) ; Veaux-Saint-Nicolas (carte de Cassini).

Le nom de Vaux (pluriel de val) a pour origine valles, mot latin féminin signifiant « les vallons ». Le masculin est plus tardif.

## Politique et administration

### Découpage territorial
La commune de Mercin-et-Vaux est membre de l'intercommunalité GrandSoissons Agglomération, un établissement public de coopération intercommunale (EPCI) à fiscalité propre créé le 29 décembre 1999 dont le siège est à Cuffies. Ce dernier est par ailleurs membre d'autres groupements intercommunaux.
Sur le plan administratif, elle est rattachée à l'arrondissement de Soissons, au département de l'Aisne et à la région Hauts-de-France. Sur le plan électoral, elle dépend du  canton de Soissons-2 pour l'élection des conseillers départementaux, depuis le redécoupage cantonal de 2014 entré en vigueur en 2015, et de la quatrième circonscription de l'Aisne  pour les élections législatives, depuis le dernier découpage électoral de 2010.

### Administration municipale
| Période                                  | Période                       | Identité          | Étiquette | Qualité                        |
| ---------------------------------------- | ----------------------------- | ----------------- | --------- | ------------------------------ |
| Les données manquantes sont à compléter. |                               |                   |           |                                |
|                                          | mars 1983                     | Raymond Marange   |           |                                |
| mars 1983                                | mars 2008                     | Philippe Kayser   |           |                                |
| mars 2008                                | mars 2014                     | Daniel Martignene |           |                                |
| mars 2014                                | En cours (au 13 juillet 2020) | Laurent Caudron   |           | Réélu pour le mandat 2020-2026 |

## Démographie
L'évolution du nombre d'habitants est connue à travers les recensements de la population effectués dans la commune depuis 1793. Pour les communes de moins de 10 000 habitants, une enquête de recensement portant sur toute la population est réalisée tous les cinq ans, les populations de référence des années intermédiaires étant quant à elles estimées par interpolation ou extrapolation. Pour la commune, le premier recensement exhaustif entrant dans le cadre du nouveau dispositif a été réalisé en 2007.

En 2022, la commune comptait 945 habitants, en évolution de −2,07 % par rapport à 2016 (Aisne : −1,97 %, France hors Mayotte : +2,11 %).
| 1793 | 1800 | 1806 | 1821 | 1831 | 1836 | 1841 | 1846 | 1851 |
| ---- | ---- | ---- | ---- | ---- | ---- | ---- | ---- | ---- |
| 314  | 126  | 402  | 347  | 396  | 407  | 397  | 405  | 403  |

| 1856 | 1861 | 1866 | 1872 | 1876 | 1881 | 1886 | 1891 | 1896 |
| ---- | ---- | ---- | ---- | ---- | ---- | ---- | ---- | ---- |
| 383  | 388  | 377  | 388  | 416  | 426  | 419  | 426  | 434  |

| 1901 | 1906 | 1911 | 1921 | 1926 | 1931 | 1936 | 1946 | 1954 |
| ---- | ---- | ---- | ---- | ---- | ---- | ---- | ---- | ---- |
| 416  | 434  | 430  | 424  | 420  | 424  | 412  | 403  | 432  |

| 1962 | 1968 | 1975 | 1982 | 1990 | 1999 | 2006 | 2007 | 2012 |
| ---- | ---- | ---- | ---- | ---- | ---- | ---- | ---- | ---- |
| 625  | 827  | 880  | 919  | 876  | 919  | 930  | 932  | 947  |

| 2017 | 2022 | - | - | - | - | - | - | - |
| ---- | ---- | - | - | - | - | - | - | - |
| 962  | 945  | - | - | - | - | - | - | - |

## Lieux et monuments
- Église Saint-Léger.
- Monument aux morts et mémorial d'aviateurs au centre de Mercin.
- Un calvaire, autre monument aux morts.
- Ancienne gare de Mercin - Pommiers sur l'ancienne ligne de chemin de fer de Rochy-Condé à Soissons. Pendant la Seconde Guerre mondiale, des prisonniers partant de Compiègne ont été déportés par cette ligne vers l'Allemagne. Le tracé du chemin de fer à Mercin est en usage comme voie verte.
- Jardin des Senteurs, à côté de la mairie.

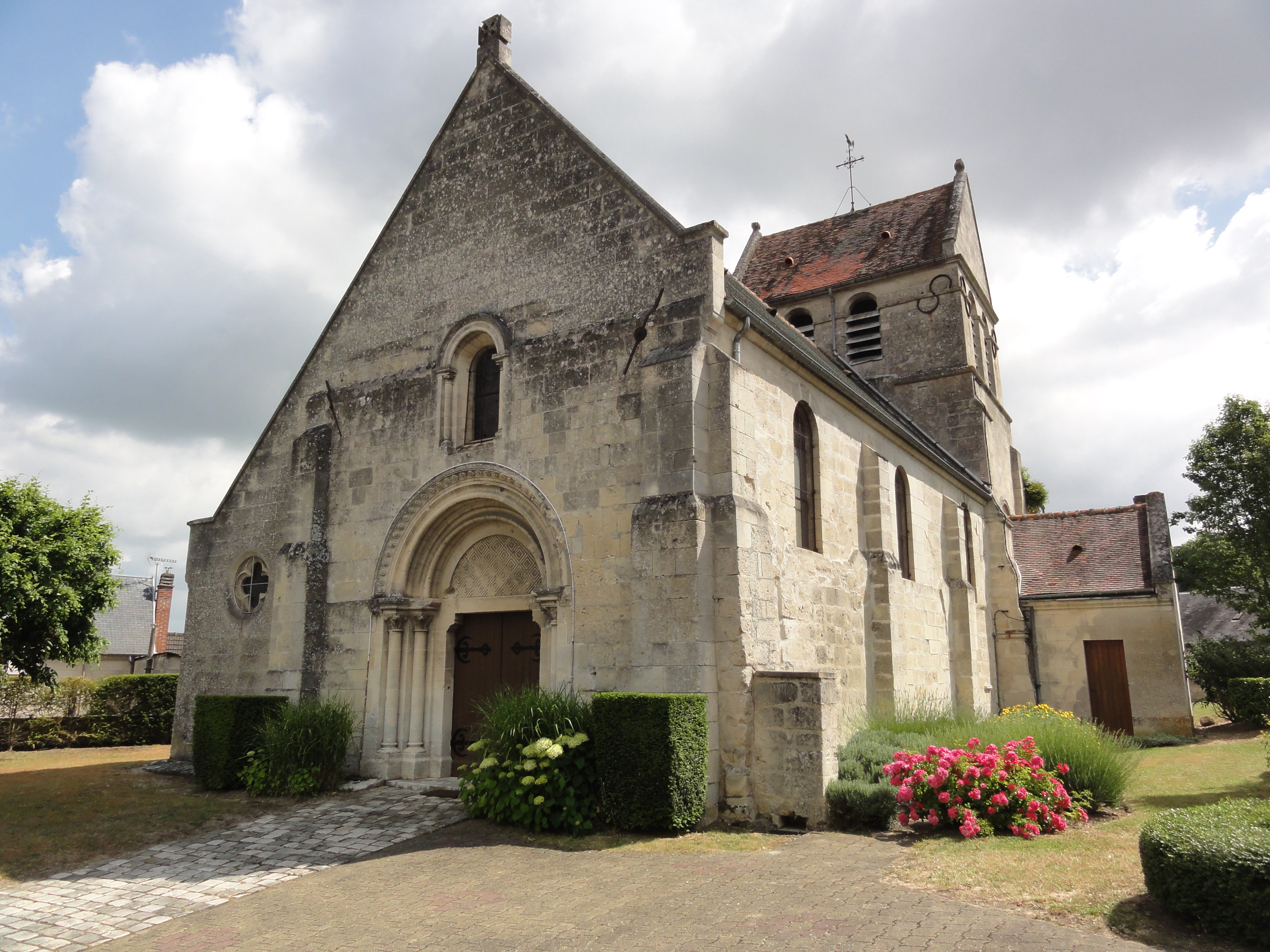
Église Saint-Léger.
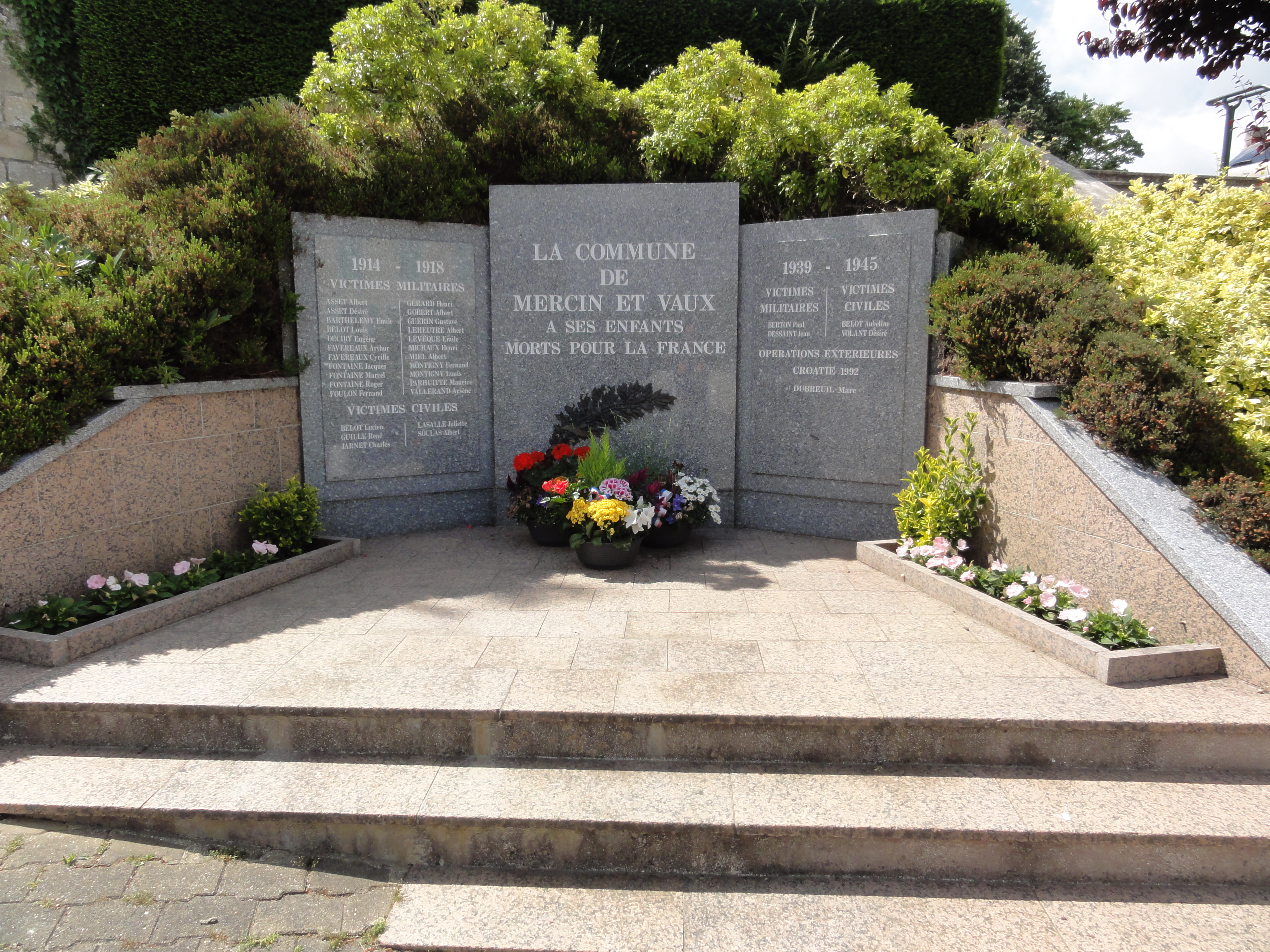
Monument aux morts.
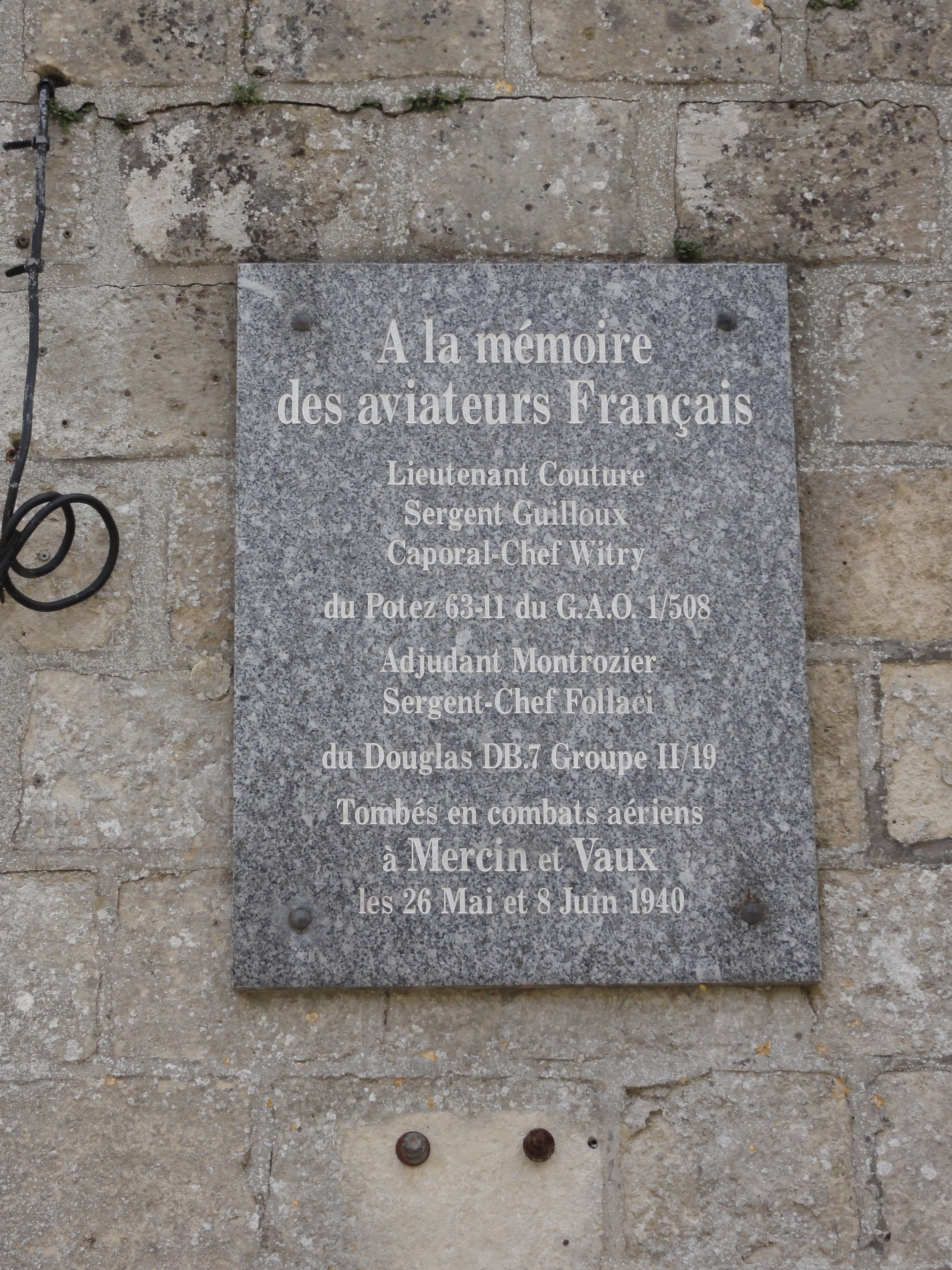
Mémorial des aviateurs français.
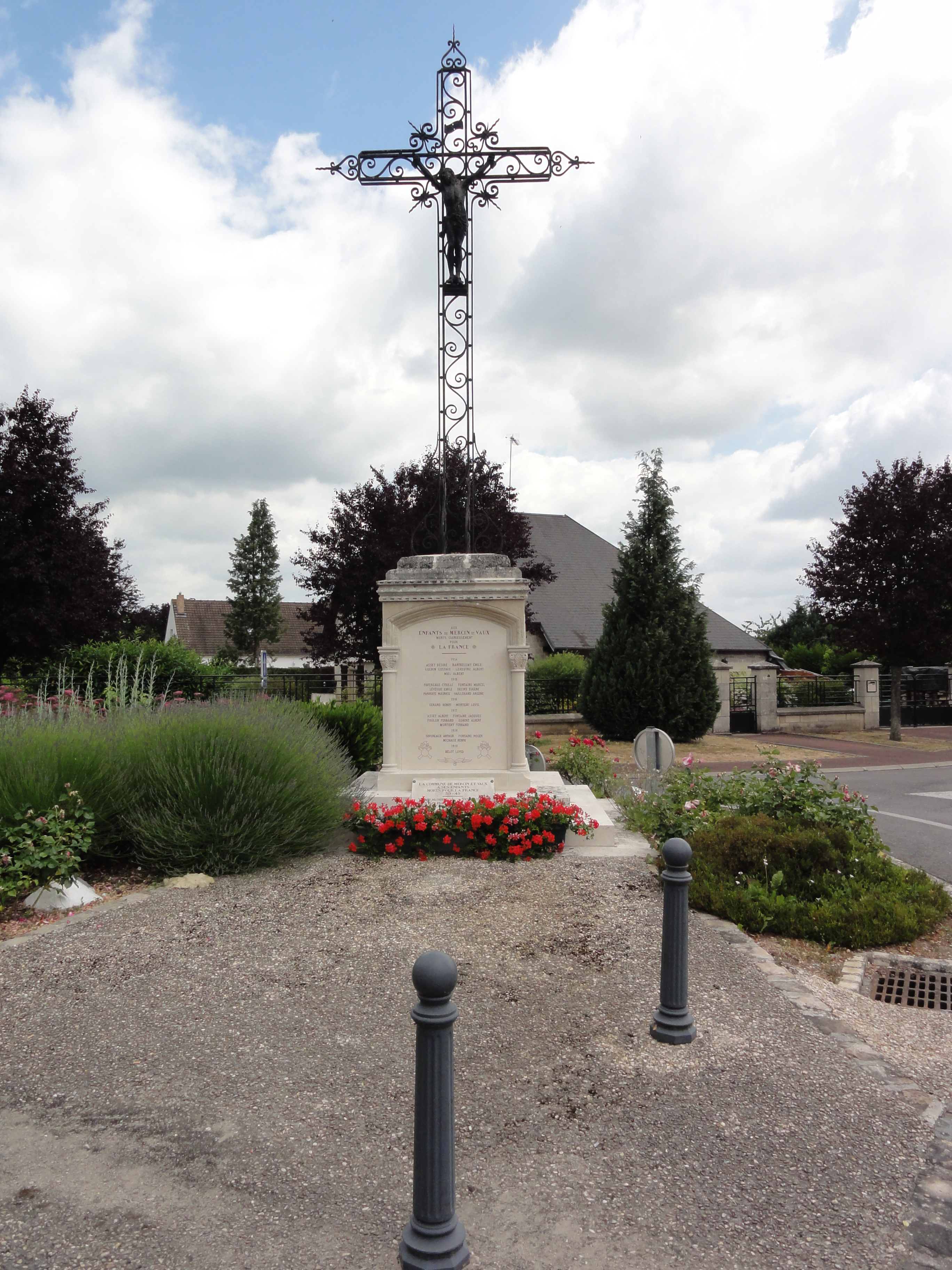
Calvaire, monument aux morts.
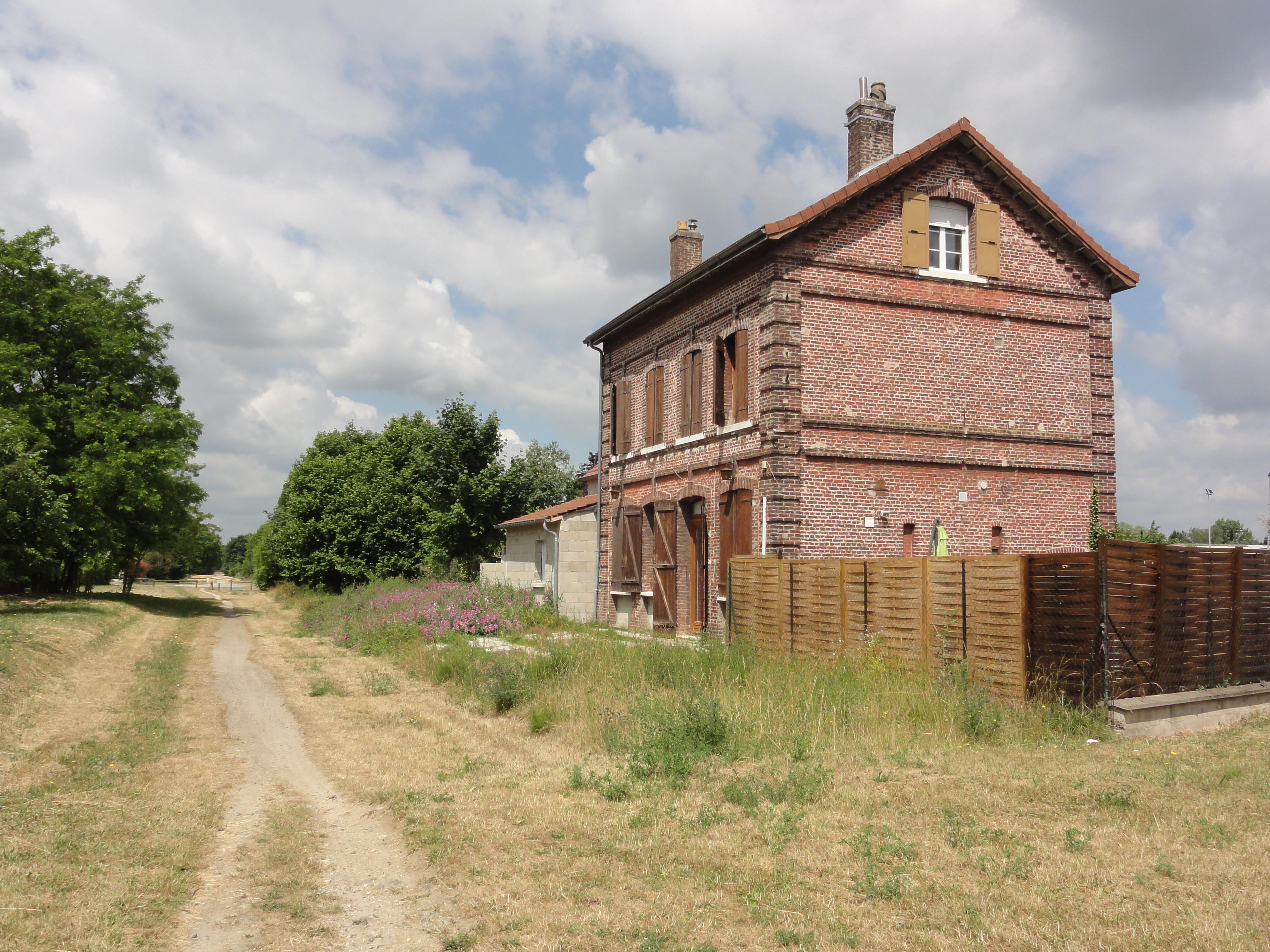
L'ancienne gare Mercin - Pommiers.
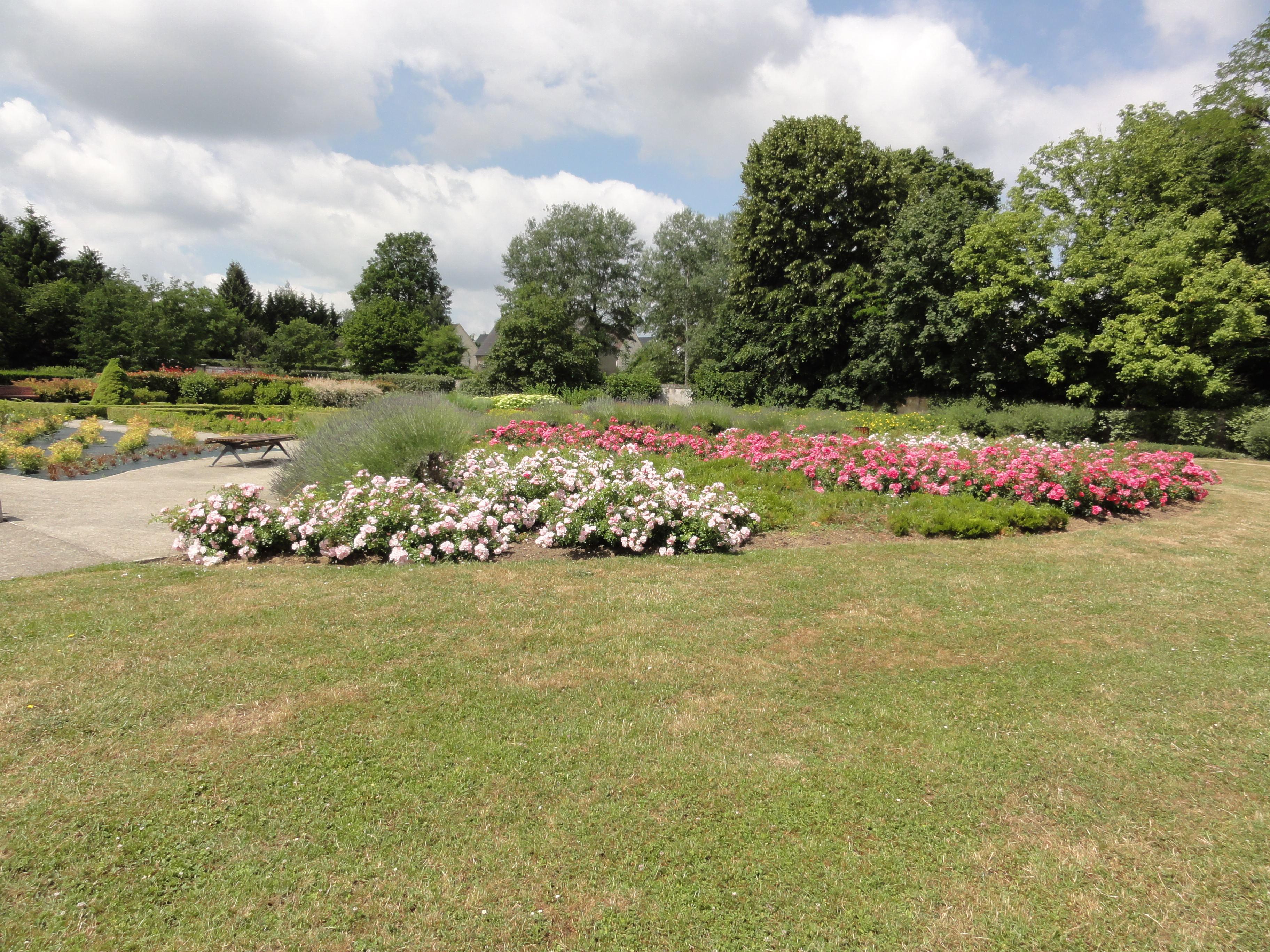
Le Jardin des Senteurs.

## Personnalités liées à la commune
- Claude Debussy[pourquoi ?].
- Arthur Fontaine (1860-1931), haut fonctionnaire de la IIIe République.
- Patrick Dupond (1959-2021), danseur, y est décédé.